# Archie Robertson
Archibald Clark Robertson (Busby, 1929. szeptember 25. – 1978. január 28.) skót válogatott labdarúgó. 

## Pályafutása

### Klubcsapatban
1947 és 1961 között a Clyde FC játékosa volt, melynek tagjaként két skót labdarúgókupát nyert. 1961 és 1963 között a Greenock Morton csapatában játszott. 1964 és 1965 között a Cowdenbeathben szerepelt.  

### A válogatottban
1955 és 1958 között 5 alkalommal szerepelt a skót válogatottban és 2 gólt szerzett. Részt vett az 1958-as világbajnokságon, ahol a Paraguay elleni csoportmérkőzésen kezdőként lépett pályára.Jugoszlávia és Franciaország ellen nem kapott lehetőséget.

## Sikerei, díjai

### Játékosként
Clyde FC
- Skót másodosztályú bajnok (2): 1951–52, 1956–57
- Skót kupagyőztes (2): 1954–55, 1957–58

### Edzőként
Clyde FC
- Skót másodosztályú bajnok (1): 1972–73